# Dumitru Mărculescu
Dumitru Mărculescu (n. 9 decembrie 1965, Strehaia, România) este un deputat român, ales în 2020 din partea PNL. 